# What Up Gangsta
"What Up Gangsta" is de tweede track van Get Rich Or Die Tryin', het debuutalbum van Amerikaanse rapper 50 Cent. Hoewel de track niet als single uitkwam en er ook geen video van verscheen, is het een van de populairdere nummers van het album.

## Charts
| Chart                               | Hoogste positie |
| ----------------------------------- | --------------- |
| VS Hot R&B/Hip-Hop Singles & Tracks | 26              |
| VS Hot Rap Tracks                   | 16              |